# Place d'Armes (Trois-Rivières)
Pour les articles homonymes, voir Place d'armes.
La place d'Armes est un parc urbain de Trois-Rivières situé dans le site patrimonial de Trois-Rivières. Le parc a été classé immeuble patrimonial par le ministère de la Culture et des Communications.

## Origine du nom
Situé généralement au centre d'une fortification, une place d'armes est le lieu de rassemblement d'une petite troupe et un espace central accueillant les cérémonies importantes de la vie militaire.

## Historique
Le fief originel est attribué au chef algonquin Charles Pachirini en 1648. Il sert d'abord de campement amérindien. Le site est par la suite administré par les Jésuites qui accordent de petits lots à des colons dès 1656. Il devient ainsi un lieu d'habitation français et en 1722, le terrain est converti en marché public. Devenu place d'Armes dans la seconde moitié du XVIIIe siècle, il sert aux exercices militaires jusqu'au début du XXe siècle. Le canon de bronze de fabrication russe daté de 1828 aurait été raccompagné par des soldats trifluviens ayant pris part à la guerre de Crimée (1853-1856).
Le lieu porte à l'époque actuelle invariablement le nom de place d'Armes, bien qu'il soit actuellement utilisé comme parc urbain.

## Annexes

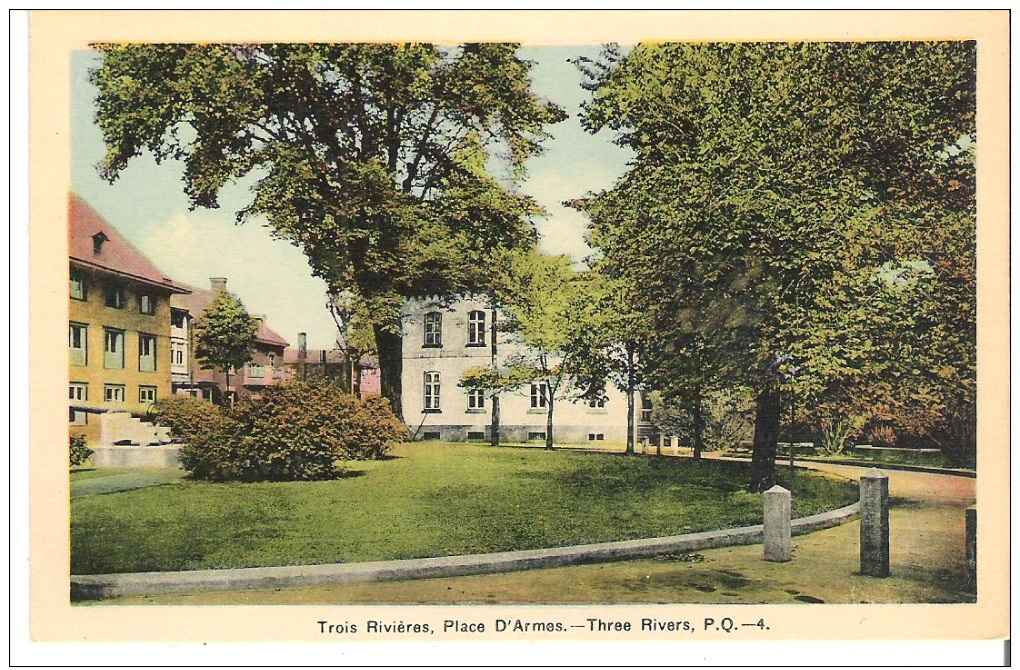
Carte postale, par Photogeletine Engraving Co., Ltd., Ottawa.
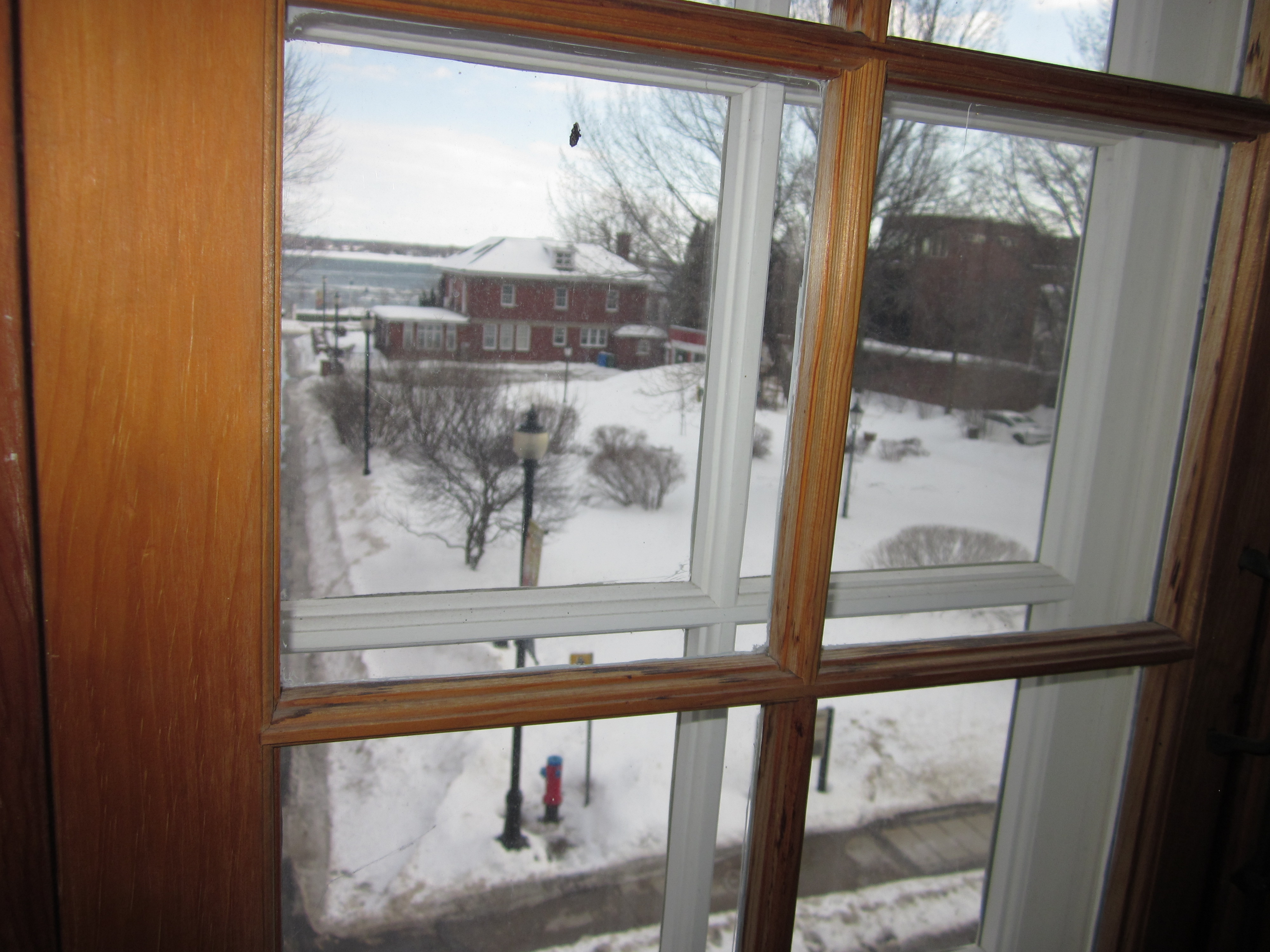
La place d'Armes en hiver vue d'une fenêtre du manoir de Tonnancour.
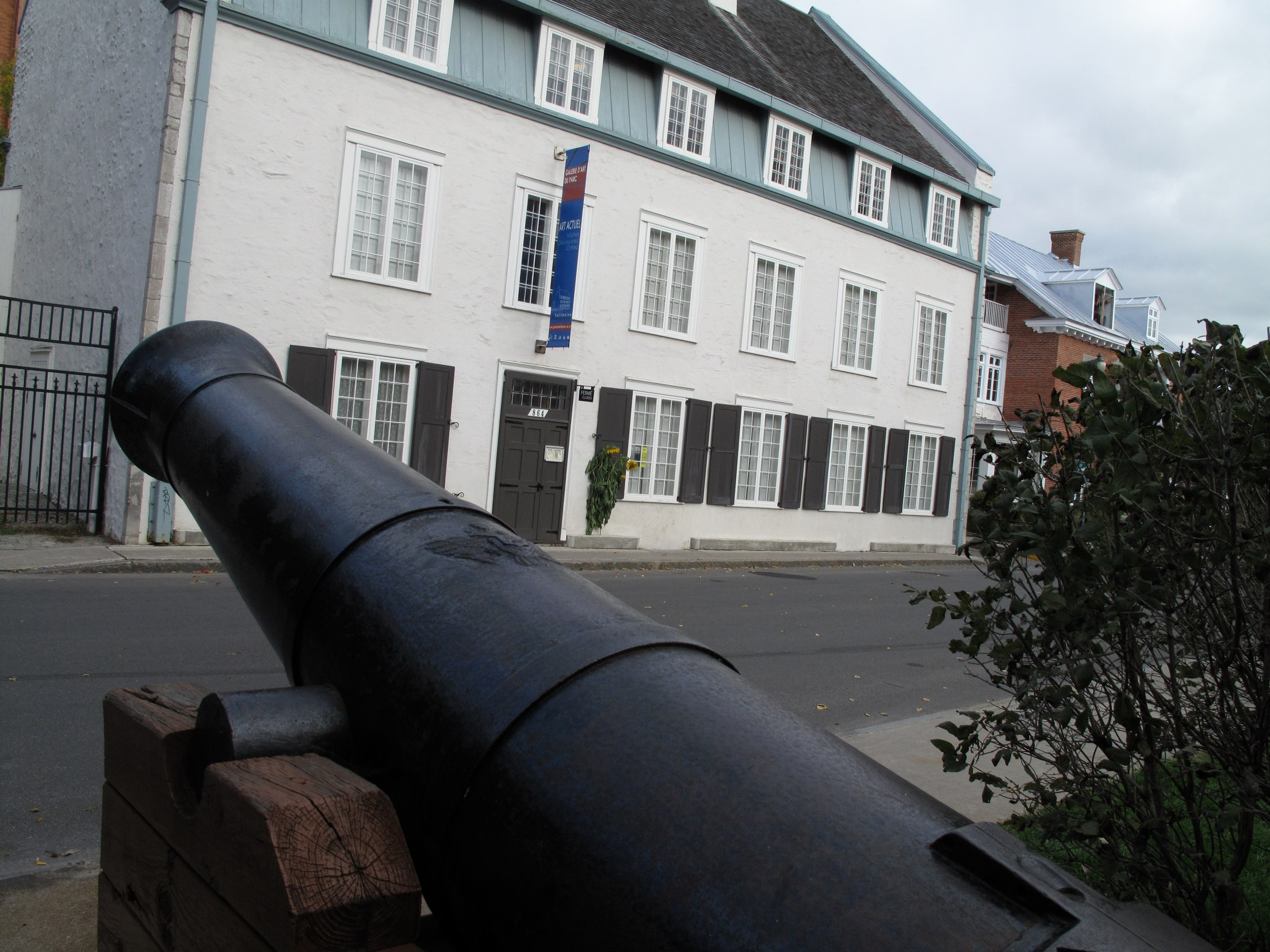
Fût de canon de fabrication russe. Le numéro N-21144 et l'année 1828 apparaissent sur la pièce d'artillerie.